# Eubalaena
Az Eubalaena az emlősök (Mammalia) osztályának párosujjú patások (Artiodactyla) rendjébe, ezen belül a Whippomorpha alrendjébe és a simabálnafélék (Balaenidae) családjába tartozó nem.
Ebben a nemben manapság már csak három faj él: a déli simabálna (Eubalaena australis), az északi simabálna (Eubalaena glacialis) és a csendes-óceáni északi simabálna (Eubalaena japonica). E három faj a ma is élő legközelebbi rokonukkal együtt, a grönlandi bálnával (Balaena mysticetus) alkotja az úgynevezett simabálnafélék (Balaenidae) családját. E simabálnák jellemzői a hordószerű test, az igen meghajlott óriás pofa, a V alakú orrnyílások, valamint a sötétszürke vagy fekete bőr. Azonban e fajok legfőbb jellemzői a fejbőrön levő durva, kimagasló részek, amelyeken rengeteg, úgynevezett bálnatetű (Cyamidae) él. Az élősködők miatt ezek a bőrfelületek fehérnek vagy piszkossárgának tűnnek. Az Eubalaena-fajok átlagos hossza 13-16 méter, de elérhetik a 18 méteres hosszúságot is, testtömegük akár 100 tonna is lehet, emiatt nagyobbak, mint a hosszúszárnyú bálna (Megaptera novaeangliae) és a szürke bálna (Eschrichtius robustus), azonban jóval kisebbek, mint a hatalmas kék bálna (Balaenoptera musculus).
Mindhárom faj vándorló életmódot folytat, életüket a táplálkozóhelyek és a szaporodó helyek közti vándorlással töltve. Az északi fajokat a Föld meleg, trópusi vizei választják el a déli simabálnától. Az északi félgömbön élő bálnák kerülik a nyílt vizeket, inkább a félszigetek és kontinentális selfek közelében, valamint az öblökben tartózkodnak. Ezeken a helyeken nagyobb biztonságban érezhetik magukat, és a táplálékkínálat is gazdagabb. A déli félgömbön élő déli simabálnák a nyarat messze a nyílt vizeken töltik, ahol bőségesebb a táplálék, de az állomány egy jelentős része a telet a partok közelében vészeli át. Az Eubalaena-fajok főleg evezőlábú rákokkal (Copepoda) táplálkoznak, azonban ezek mellett krillt (Euphausiacea) és tengeri pillangókat is fogyasztanak. Ezek az állatok egyaránt képesek táplálkozni a víz felszínén, alatta vagy akár az óceán fenekén is. A szaporodási időszakban több hím is összegyűlik egy nőstény köré, ami az úgynevezett hímivarsejtek versenyéhez vezet. A nősténnyel több hím is párosodik. Habár a kék bálna a bolygónk legnagyobb állata, az Eubalaena-fajok heréje akár tízszer is nagyobb lehet az övénél. A herék egyenként 525 kilogrammot nyomhatnak, az állatvilágban előforduló legnagyobb és legnehezebb herék. A vemhesség legalább egy évig tart, ennek végén átlagosan körülbelül 900 kilogramm tömegű, 4,5–6 méter hosszú borjú születik. Az elválasztás nyolc hónap után következik be.
Békés és lassú úszásuk, a partközelséget kedvelő természetük, valamint a bálnazsírban gazdag (a zsíros test fennmarad a víz felszínén a bálna halála után) testük miatt a bálnavadászok kedvelt célpontjai voltak. Manapság az északi simabálna és a csendes-óceáni északi simabálna a világon a legveszélyeztetettebb bálnafajok. Az Amerikai Egyesült Államok Endangered Species Act (a veszélyeztetett fajokról szóló) nevű törvénye szigorúan védi a két északi fajt. Mindkét északi faj nyugati állománya veszélyeztetett minősítést kapott, mivel csak néhány száz példány van belőlük; a csendes-óceáni északi simabálna keleti állománya azonban már a súlyosan veszélyeztetett fajok közé tartozik, mivel már ötven példánynál is kevesebb létezik belőlük. Továbbá az északi simabálna keleti állománya, már csak néhány tucat állatból áll és egyesek szerint ez az állomány már annyira megcsappant, hogy többé nem képes fenntartani magát, és kihalása visszafordíthatatlan. Bár vadászatuk manapság tilos, az Eubalaena-fajok számára mégis az ember jelenti a legnagyobb veszélyt. Pusztulásuk két fő oka az óriás hajókkal való ütközések és belegabalyodásuk az óriás halászhálókba. Az 1970-es évek óta ismert halálesetek 48%-áért közvetlenül az emberi tevékenység felelős.

## Nevük és rendszertani besorolásuk

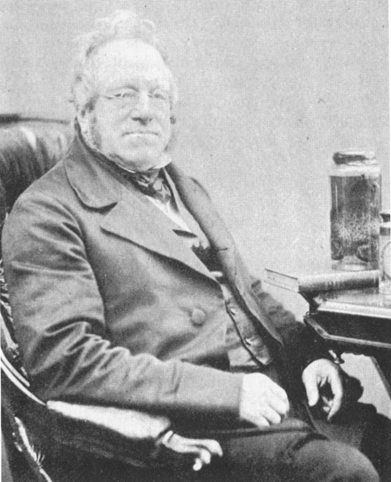
John Edward Gray, aki megalkotta az „Eubalaena” megnevezést

A „simabálna” elnevezés arra utal, hogy az állatok torka és hasa, szemben a barázdásbálna-félékével (Balaenopteridae), sima, nem pedig barázdált.
A simabálnákat először 1758-ban Carl von Linné írta le és nevezte meg tudományosan. Linné egy fajnak vélte az összes simabálnát, még a grönlandi bálnát is. A faj nemének a Balaena nevet adta. Az 1800-as és az 1900-as évek során sok vita folyt e bálnák besorolásáról. Az idők folyamán a biológusok többször is besorolták a különböző simabálna-állományokat két, három és négy fajba, továbbá egy-két nembe. A bálnavadászat hajnalán mindegyiket egy fajnak, a Balaena mysticetus-nak vélték. Később pedig rájöttek, hogy a grönlandi bálna különbözik a többi simabálnától. Emiatt 1864-ben John Edward Gray, brit zoológus azt javasolta, hogy a grönlandi bálnától elkülönített simabálnát Eubalaenának nevezzék. Ezután azt is észrevették, hogy az újonnan létrehozott Eubalaena északi és déli állományaiban a koponya alakja különbözik egymástól, így meglehet, hogy akár két faja is létezhet; az egyik az északi félgömbön, míg a másik a Déli-óceánban. Rice még 1998-ban is, egyébként megbízható klasszifikációjában, a „Marine mammals of the world: systematics and distribution” című munkájában csak két fajt jegyzett fel, a Balaena glacialis-t (a simabálnákat) és a Balaena mysticetus-t (a grönlandi bálnákat).
2000-ben két különböző DNS-vizsgálat is kimutatta, hogy az északi és a déli állományok valójában két különböző fajba tartoznak. Továbbá az is bebizonyosodott, hogy az északi félgömbön levő észak-atlanti- és észak-csendes-óceáni állományok is két különböző fajt alkotnak, sőt az észak-csendes-óceáni faj közelebbi rokonságot mutat a déli fajjal. A kutatók és rendszerezők, akik ezzel a tanulmányozással foglalkoztak, úgy vélik, hogy e három faj már vagy 3, vagy akár 12 millió éve is nem keveredett egymással.
E felfedezés következtében 2001-ben, Brownell és kollégái újragondolták a csendes-óceáni északi simabálna önálló faji státuszát. 2002-ben a Nemzetközi Bálnavadászati Bizottság (International Whaling Commission, IWC) tudományos kara elfogadta Rosenbaum felfedezését, és azt javasolta, hogy ez újonnan elkülönített fajok közös nemének neve az Eubalaena legyen. 2007-ben Churchill kutatásai azt is bebizonyították, hogy az Eubalaena-fajok eltérő törzsfejlődési (philogenesis) vonalat alkotnak a grönlandi bálnával szemben, és a két különböző nembe való besorolásuk jogos, azaz megfelel a valóságnak.
Az alábbi kladogram bemutatja a simabálnafélék fajainak a kifejlődését és a rokonsági kapcsolatait:

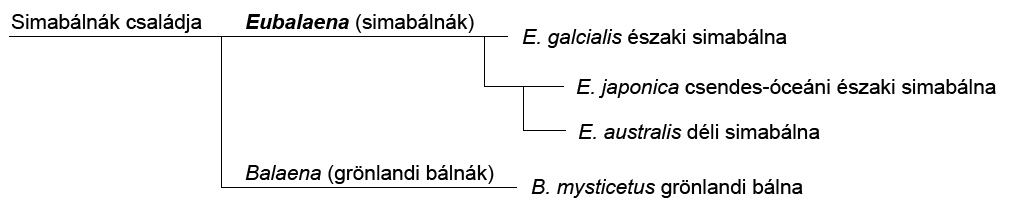

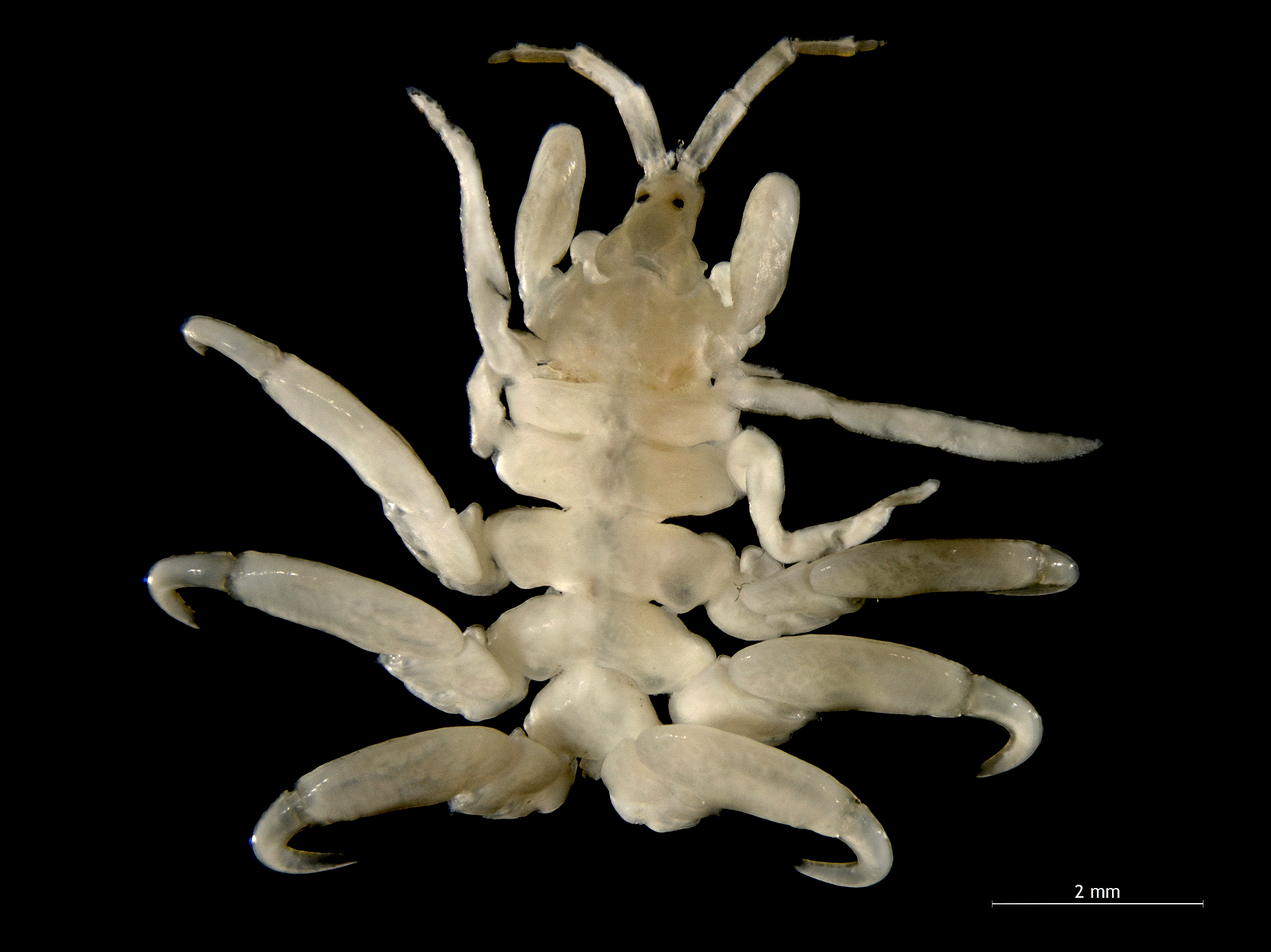
Bálnatetű; ennek és rokonainak köszönhetően három különböző simabálnafajt azonosítottak

Érdekes módon az Eubalaena-fajok megkülönböztetésében a rajtuk élősködő bálnatetvek genetikai vizsgálata is segít. Mivel ezek a bálnatetvek jóval gyorsabban szaporodnak, mint gazdaállataik, genetikai sokszínűségük jóval nagyobb. Ezt a bőséges információs forrást az Utahi Egyetem (University of Utah) tengerbiológusai genetikailag feltérképezték. Az élősködők génjei is azt mutatják, hogy három különböző fajuk létezik, tehát a bálnák nem keveredhettek, mert akkor a tetvek is keveredtek volna. A kutatók megtudták, hogy a fajok körülbelül 5–6 millió éve (a miocén kor végén, vagy a pliocén kor elején) alakultak ki, és a 11. század elején, amikor is e bálnák kereskedelmi célú vadászata elkezdődött, gazdag állománnyal rendelkeztek. Az állományok elkülönülését Észak-Amerika és Dél-Amerika egyesülése indította meg. A trópusi vizek ezután melegebbé váltak, újabb határt emelve az állományok között. A kereszteződés lehetetlenné válása külön fajok létrejöttét eredményezte. Jon Seger, a kutatócsapat főnöke így nyilatkozott a BBC News-nak: „Ez véget vet annak a hosszú vitának, amely azt vitatta, hogy valójában három Eubalaena faj van-e a simabálnák között. Mostantól ez kétségtelen.”.

### Rendszerezésük és a fajok szinonimái
A nembe az alábbi három élő faj és két fosszilis faj tartozik. Az idők során a fajokat, éppen úgy, mint a nemet is, többször is átnevezték. A ma érvényes tudományos nevek közvetlenül a magyar név után olvashatók:
- déli simabálna (Eubalaena australis) (Desmoulins, 1822)[18][19] A térképen narancs színnel. - típusfaj; B. antarctica Lesson, 1828, B. antipodarum Gray, 1843, B. glacialis Mueller, 1776, B. glacialis australis Scheffer & Rice, 1963, E. capensis Gray, 1866, E. glacialis australis Tomilin, 1962, Halibalaena britannica Gray, 1873, Hunterus temminckii Gray, 1864, Macleayius australiensis Gray, 1865
- északi simabálna (Eubalaena glacialis) (O. F. Müller, 1776)[20][21] A térképen zöld színnel.; B. biscayensis Eschricht, 1860, B. glacialis glacialis Scheffer & Rice, 1963, B. mysticetus islandica Kerr, 1792, B. nordcaper Lacépède, 1804, Baloena glacialis Robineau, 1989, E. glacialis glacialis Tomilin, 1957, Hunterius swedenborgii Lilljeborg, 1867, Macleayius britannicus Gray, 1870
- †Eubalaena ianitrix Bisconti, Lambert & Bosselaers, 2017[22][23]
- csendes-óceáni északi simabálna (Eubalaena japonica) (Lacépède, 1818)[24][25] A térképen kék színnel.; B. japonica Lacépède, 1804 (basionym), B. sieboldii Gray, 1864, Balaenoptera antarctica Temminck, 1841 (lapsus Balaena-ra), E. glacialis japonica Imaizumi, 1958, E. sieboldii Gray, 1868
- †Eubalaena shinshuensis Kimura & Narita, 2007[26]

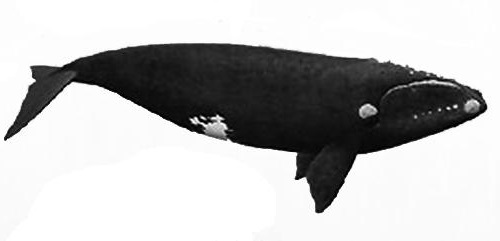
E. australis
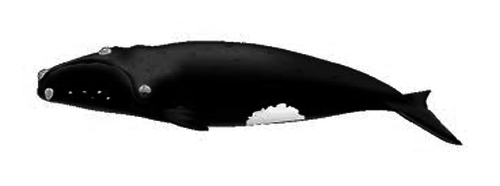
E. glacialis
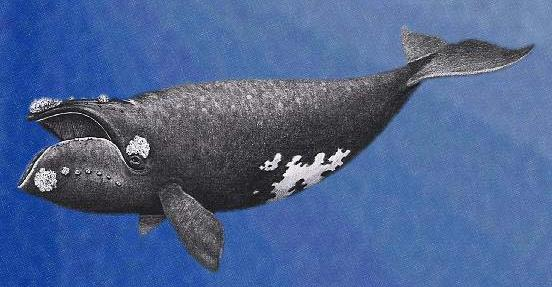
E. japonica

### Más fajok

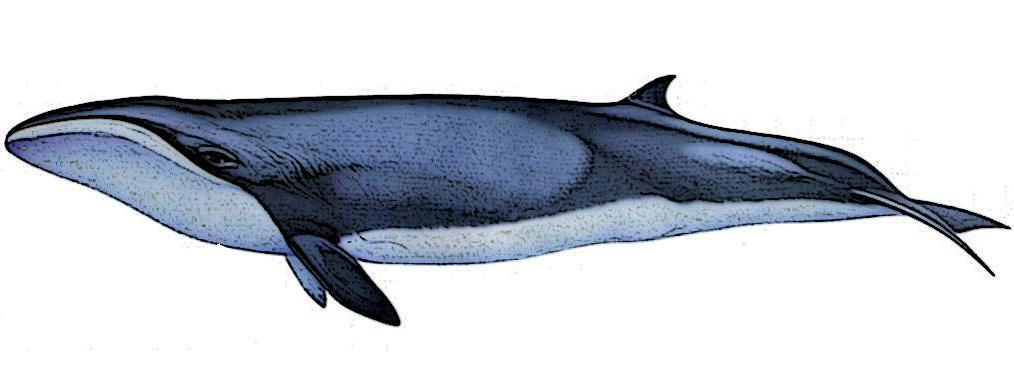
A kis, most már távolabbi rokon

Korábban a simabálnafélék családjába sorolták a Déli-óceánban élő, kisméretű törpe simabálnát (Caperea marginata) is, azonban ezt az állatot később külön családba, a Neobalaenidae családjába (a legújabb kutatások szerint a Neobalaenidae nem egy önálló család, hanem a korábban fosszilis családnak vélt, Cetotheriidae-k utolsó élő képviselője) helyezték át. A 18. században Emanuel Swedenborg svéd tudós, filozófus, teológus, látnok és keresztény misztikus, egy újabb simabálna fajt írt le, melynek a „Swedenborg bálna” nevet adta. A leírás azokon a maradványokon alapult, amelyeket 1705-ben a svédországi Norra Vångánál találtak meg, és óriások csontjainak véltek. Swedenborg átnézte a csontokat, és rájött, hogy azok valójában bálnacsontok. Azonban e bálnafaj létezése vitatott volt egészen 2009-ig, amikor is Strömstad közelében egy új autópálya építésekor újabb ilyen csontok kerültek elő. Az új csontok ellenére a legtöbb biológus szerint az úgynevezett Hunterius swedenborgii nem egyéb, mint egy északi simabálna. Egy DNS-vizsgálat viszont azt mutatta, hogy a maradványok nem az északi simabálnához, hanem a grönlandi bálnához tartoznak.

## Előfordulásuk
A három Eubalaena-faj bolygónk három jól meghatározott részén fordul elő: az Atlanti-óceán északi részén, főleg a nyugati partok közelében; a Csendes-óceán északi részén, Japántól egészen Alaszkáig; valamint az Antarktiszt körülvevő Déli-óceánban. Ezek a simabálnák csak a 20–60 fokos szélességi körök mérsékelt éghajlatát tűrik meg, a forró trópusokat és a sarki jégmezőket kerülik. Emiatt a különböző fajok képtelenek egymással találkozni. Bár a déli simabálna – táplálékát keresve – szabadon úszik a nyíltabb vizekben, mégsem tekinthető nyílt vízi állatnak. Általában véve mindhárom faj a félszigetek, az öblök és a kontinentális selfek védelmét keresi, ahol a táplálékkínálat is bőségesebb.
Mivel az óceánok igen nagyok és e bálnák száma alacsony, igen nehéz megállapítani az állományok nagyságát. Az alábbi számok csak körülbelüli feltételezések:
- északi simabálna – 400 példány;
- csendes-óceáni északi simabálna – csak 23 példányt figyeltek meg és azonosítottak a Csendes-óceán keleti részén;
- déli simabálna – körülbelül 15 000 példány élhet a Déli-óceánban.

Elterjedési területek
E. australis
E. glacialis
E. japonica

### Északi simabálna

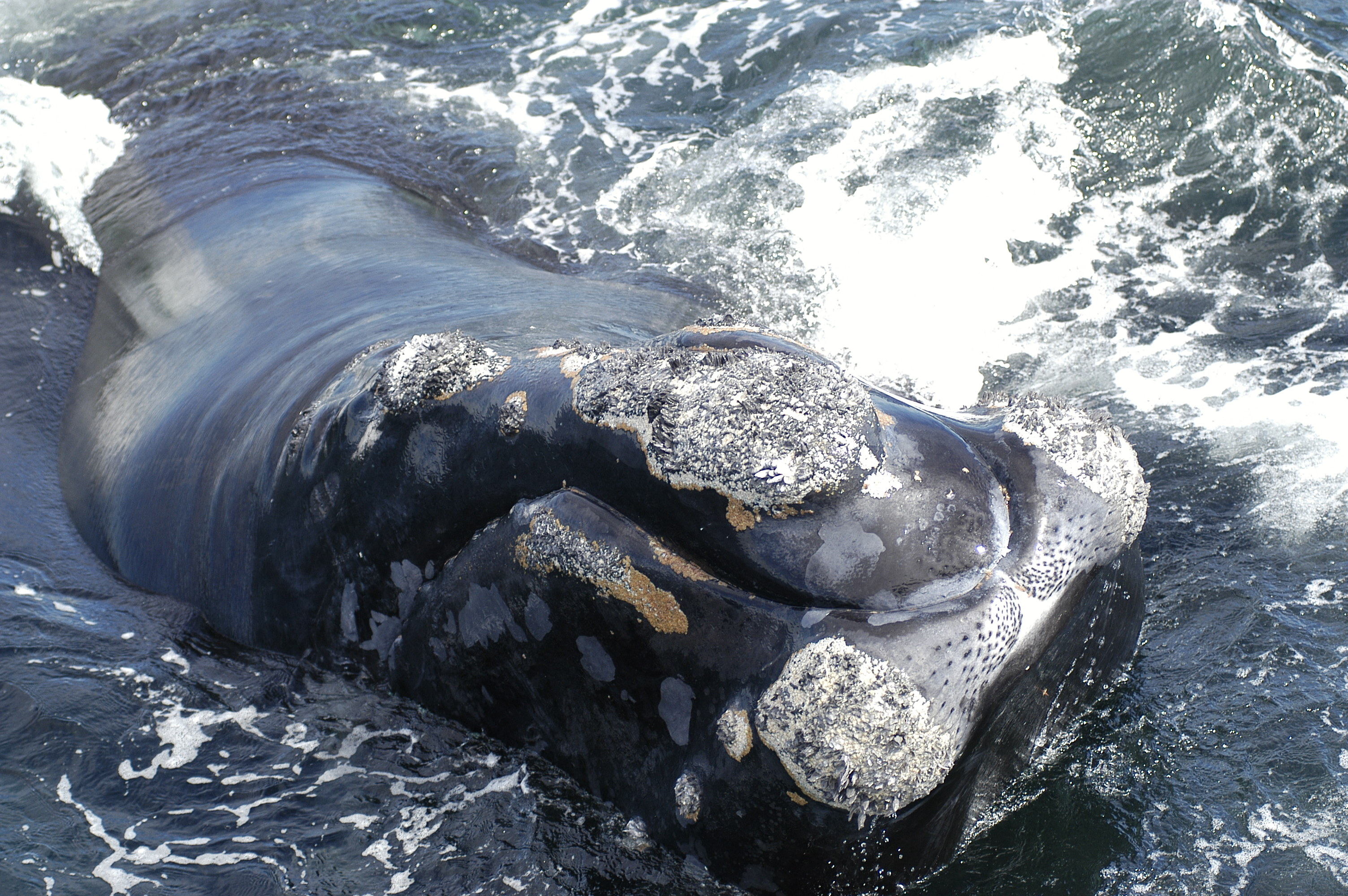
Bőrdudoros fejét mutatva

Majdnem mind a 400 példány az Atlanti-óceán nyugati partján él. Tavasszal, nyáron és ősszel északon, Kanada és az Amerikai Egyesült Államok északkeleti partjainál, Új-Fundlandtól egészen New York államig fordulnak elő a táplálkozó helyeik. Ezekben az évszakokban főleg a Fundy-öbölben és a Cape Cod-öbölben tartózkodnak. Télen lehúzódnak délre, Georgia és Florida államok környékére, hogy életet adjanak borjaiknak. Az utóbbi évtízedekben az óceán keleti részein is észrevették e fajt. 2003-ban Izland környékén is láttak néhányszor északi simabálnákat. Meglehet, hogy ezek a keleti példányok az egykori keleti állomány utolsó képviselői, azonban a bálnavadászok feljegyzései szerint ezek csak elkóborolt állatok. Akárhogy is legyen, egyre rendszeresebbé vált e bálnák előbukkanása Norvégia, Írország, Spanyolország, Portugália, a Kanári-szigetek, Olaszország és Szicília közelében. Csak a norvégiai simabálnákról tudják biztosan, hogy nyugatról jöttek.

### Csendes-óceáni északi simabálna

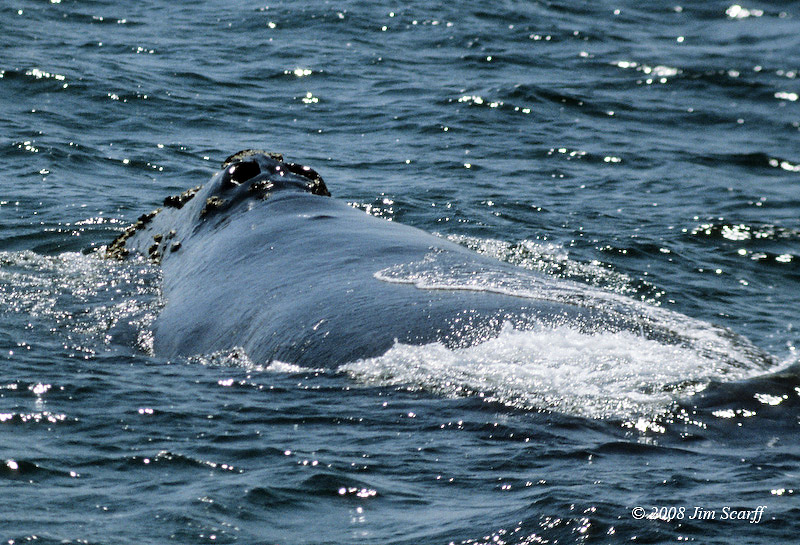
A víz felszínére érkezve

Az eddigi kutatások szerint a csendes-óceáni északi simabálnának két állománya van. Az egyik a Csendes-óceán keleti részén, a Bering-tenger közelében található meg. Ez körülbelül 30 példányt számlál. Vélhetően az Ohotszki-tengerben él e faj nyugati állománya, amely 100–200 bálnából áll. Erről az állományról igen keveset tudunk. A csendes-óceáni északi simabálna és közeli rokona, az északi simabálna a világ legveszélyeztetettebb óriás bálnái és egyben legveszélyeztetettebb állatai. A mai állománysűrűségből és a születési rátából ítélve, mindkét faj ki fog halni a következő 200 évben. Korábban, amikor még többen voltak, a nyugati állomány az Ohotszki-tengertől északra, míg a keleti állomány az Alaszkai-öbölben töltötte a nyarat, manapság azonban az ázsiai csoport alig mozdul ki az Ohotszki-tengerből, míg az amerikai csoport csak a Bering-tenger keleti részéig jut el. Habár a csendes-óceáni északi simabálnát is vándorló fajnak tekintik, mozgásáról, útvonalairól alig van adat.

### Déli simabálna

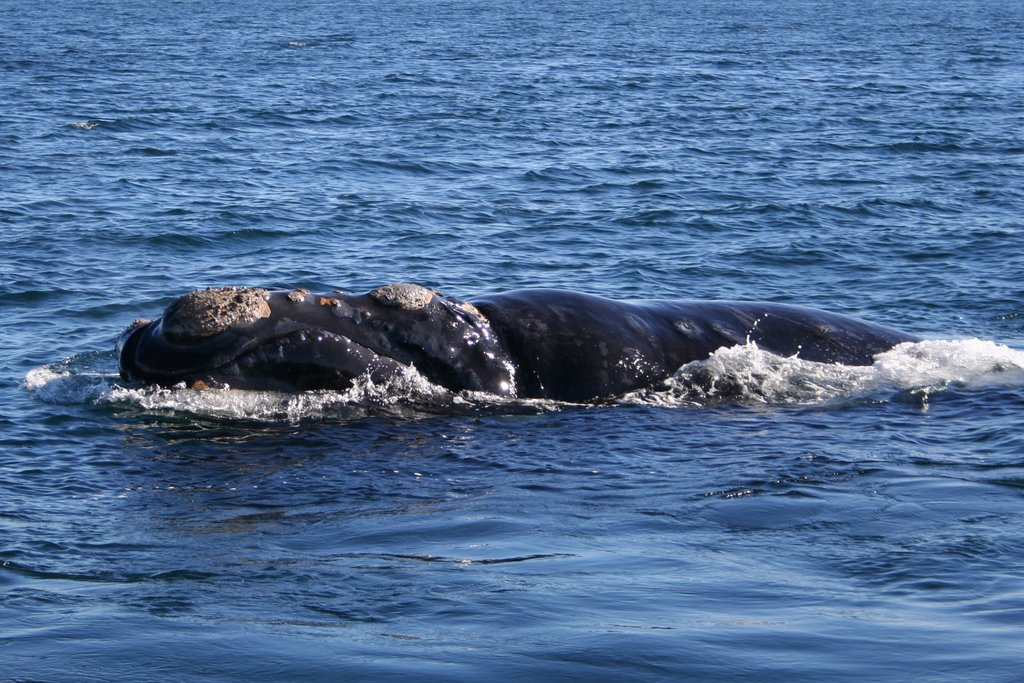
Turistákat bámulva

A Nemzetközi Bálnavadászati Bizottság 1998-ban számolta össze utoljára a déli simabálna állományt. A kutatók három különböző helyen (Argentína, Dél-afrikai Köztársaság, Ausztrália) számolták meg a felnőtt nőstényeket, ezután az ismert nőstény:borjú és nőstény:hím arányokkal a kapott számot extrapolálták a többi élőhelyre. Az 1997-es állományt összesen 7500 egyedre becsülték. Frissebb, 2007-es adatok szerint a déli simabálna megkétszerezte az állományát az előző évtizedhez képest. Ennek ellenére a faj egyes állományai túl kicsik, hogy újra felépüljenek (az adatszerzés sem a legmegbízhatóbb).
A déli simabálna a Déli-óceán legdélebbi részein, valószínűleg az Antarktisz közelében tölti a nyarat, ahol idejét táplálkozással tölti. Télen, a szaporodási időszakában északra vándorol. Gyakran észrevehető Argentína, Ausztrália, Brazília, Chile, Mozambik, Új-Zéland és a Dél-afrikai Köztársaság partjainak közelében. Amióta betiltották a déli simabálna vadászatát, azóta e faj egyedszáma 7 százalékkal nő évente. Az eddigi megfigyelések szerint úgy tűnik, hogy a dél-amerikai, a dél-afrikai és az ausztráliai csoportok csak kisebb mértékben, ha egyáltalán keverednek egymással. Ez valószínűleg azért van így, mivel a nőstények mindig a megszokott vándorlási útvonalakat követik a szaporodási és a táplálkozási helyek között, és ezeket az útvonalakat adják át borjaiknak is.

## Megjelenésük

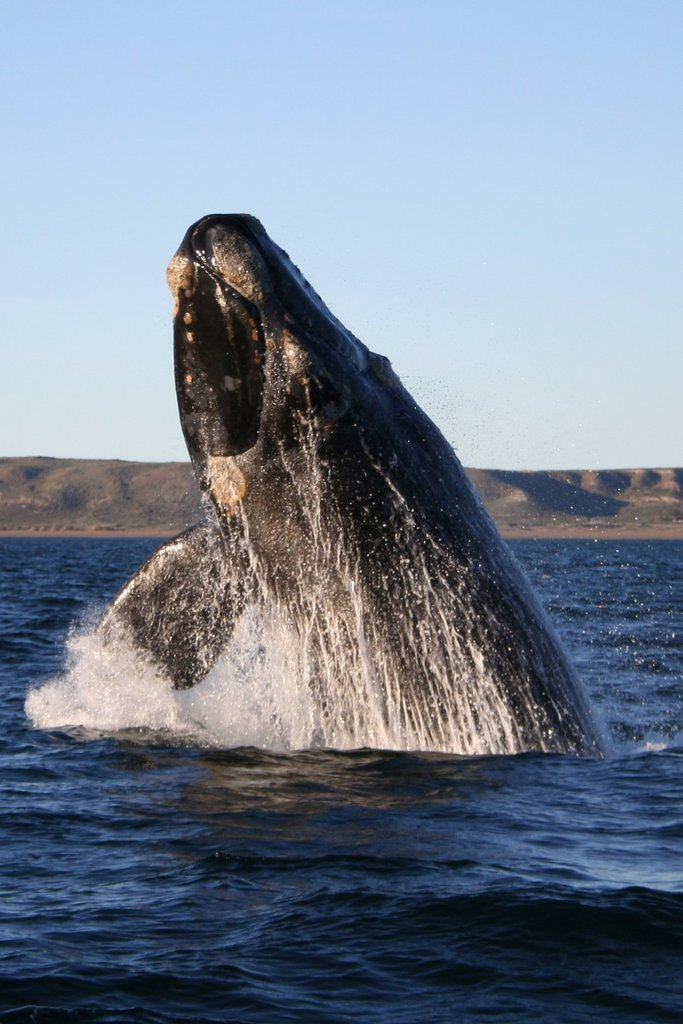
Nagy fejükön bőrdudorok vannak

A többi bálnáktól eltérően a simabálnák fején jellegzetes, durva bőrdudorok vannak. Hátuk igen széles és nincsen rajtuk hátúszó. Néhányuknak fehér foltozás van a hasán. Hosszú és meggörbült felső állcsontjaik (maxilla) a szemük fölött kezdődik. A bőrdudorok fehérnek vagy piszkossárgának hatnak a rajtuk élősködő bálnatetvek miatt. Mindegyik példánynak más és más a bőrdudor-elrendeződése és mérete. Mindhárom Eubalaena-faj példányai elérhetik a 18 méter hosszúságot és a 100 tonnás súlyt. Ilyenformán nagyobbak, mint a hosszúszárnyú bálna és a szürke bálna, de jóval kisebbek, mint a hatalmas kék bálna. Szintén sajátosságuk, hogy testük tömegének a 40 százalékát bálnazsír alkotja, amely azonban nem sűrű állagú. Emiatt a többi bálnától eltérően, ha elpusztulnak, akkor lebegnek a vízen, nem süllyednek el. Az Eubalaena-fajok nagyon lassú állatok, csúcssebességük nem nagyobb 10 km/óránál. Lassú haladásuk ellenére mozgékonyak, előszeretettel szöknek ki egész testükkel a vízből, vagy csak a fejüket emelik ki, illetve mellúszóikkal és farokúszóikkal csapdosnak.

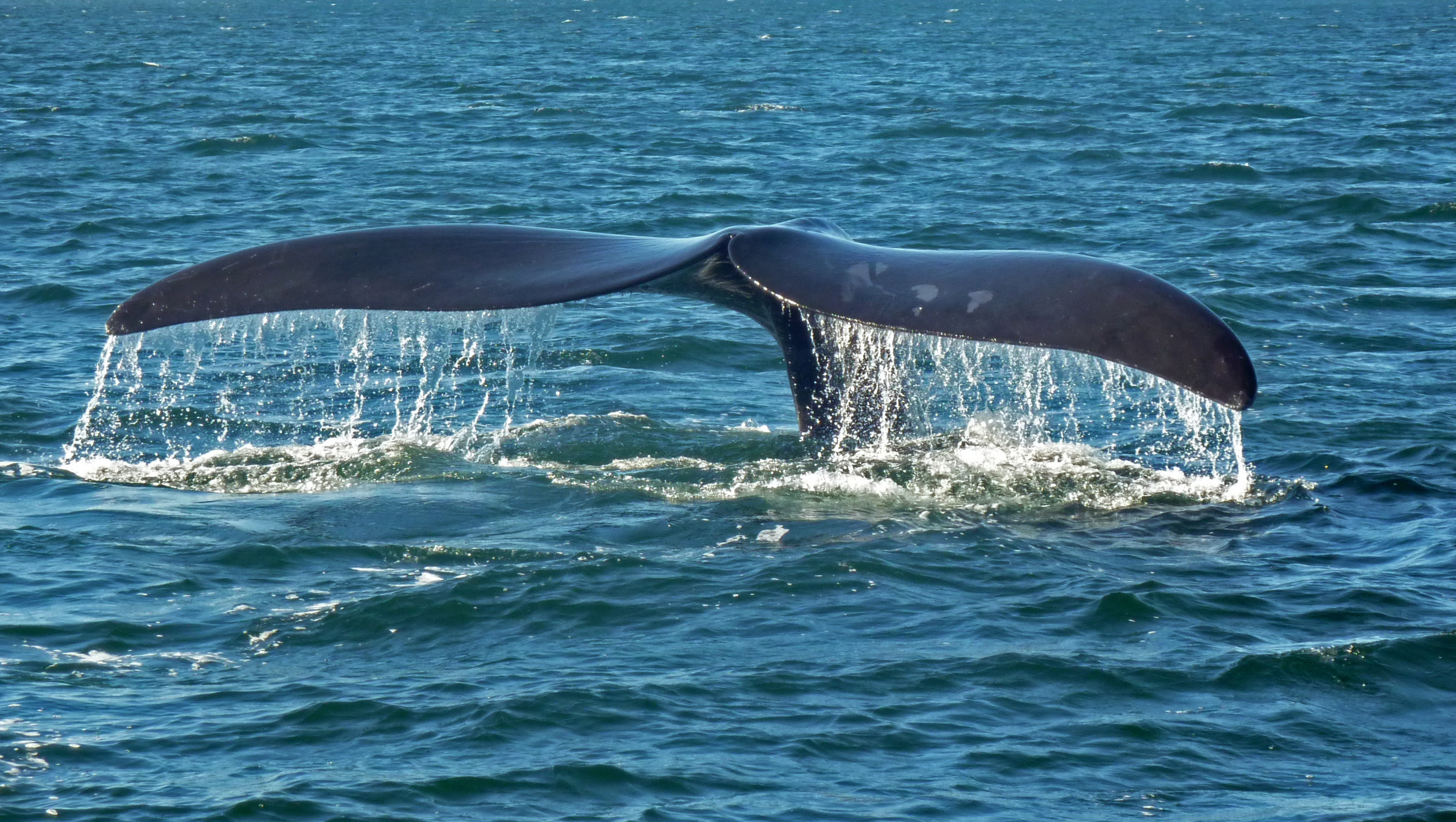
Széles farokúszóikat ki-kiemelik a vízből

Az átlag kifejlett Eubalaena-példányok hossza 13–16 méter, míg testtömegük 54–73 tonna. A test legnagyobb kerülete a test hosszúságának a 60 százalékát is elérheti (vagyis a legnagyobb szélessége a test hosszának kb. 20%-a). A farokúszó szélessége igen nagy, a test hosszúságának a 40 százalékát éri el. Úgy tűnik, hogy a három faj közül az Észak-Csendes-óceáni simabálna a legnagyobb; ennek a legnagyobb példányai akár 100 tonnásak is lehetnek. Ezeknek a simabálnáknak az orrnyílásai a fej tetején ülnek, elég távol egymástól, a rajtuk kilőtt páraoszlop körülbelül 5 méter magasba is fellövell, és jellegzetes V-alakot képez. E fajok szájának mindkét oldalán 200–300 darab szilát tartalmazó szarulemez található. Ezek keskenyek, 2-2,8 méter hosszúak és igen bolyhosak, számos „szila hajjal” rendelkeznek. A szilák segítségével szűrik ki táplálékukat a vízből.

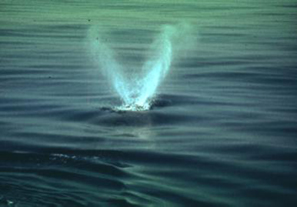
Kifújt páraoszlop, a fajra jellemző „V” alakkal

Az Eubalaena-fajok hímvesszője akár a 2,7 méter hosszúságot is elérheti, míg heréik körülbelül 2 méter hosszúak, 78 centiméter átmérőjűek és akár 525 kilogramm súlyúak is lehetnek, azaz az állatvilág legnagyobb ivarszerveivel rendelkeznek. Habár a kék bálna a bolygónk legnagyobb állata, az átlag Eubalaenák heréinek mérete akár tízszer is nagyobb lehet azokénál. A szaporítószervek a tulajdonosaik méretéhez viszonyítva is eléggé nagyok, mivel általában egy akkora állatnak, mint az Eubalaena, körülbelül hatszor kisebb heréinek kellene lennie, mint amilyenek azok valójában. A két here együttvéve körülbelül az állat testtömegének az 1 százalékát alkotja, és a test belsejében helyezkedik el. Az ivarszervek túlzott mérete azt jelenti, hogy az Eubalaena-fajok esetében az úgynevezett „hímivarsejtek versenye” igen fontos a szaporodási időszakban. Mindkét nembéli egyed több más példánnyal is párosodhat ezen időszak alatt.

## Életmódjuk

### Táplálkozásuk

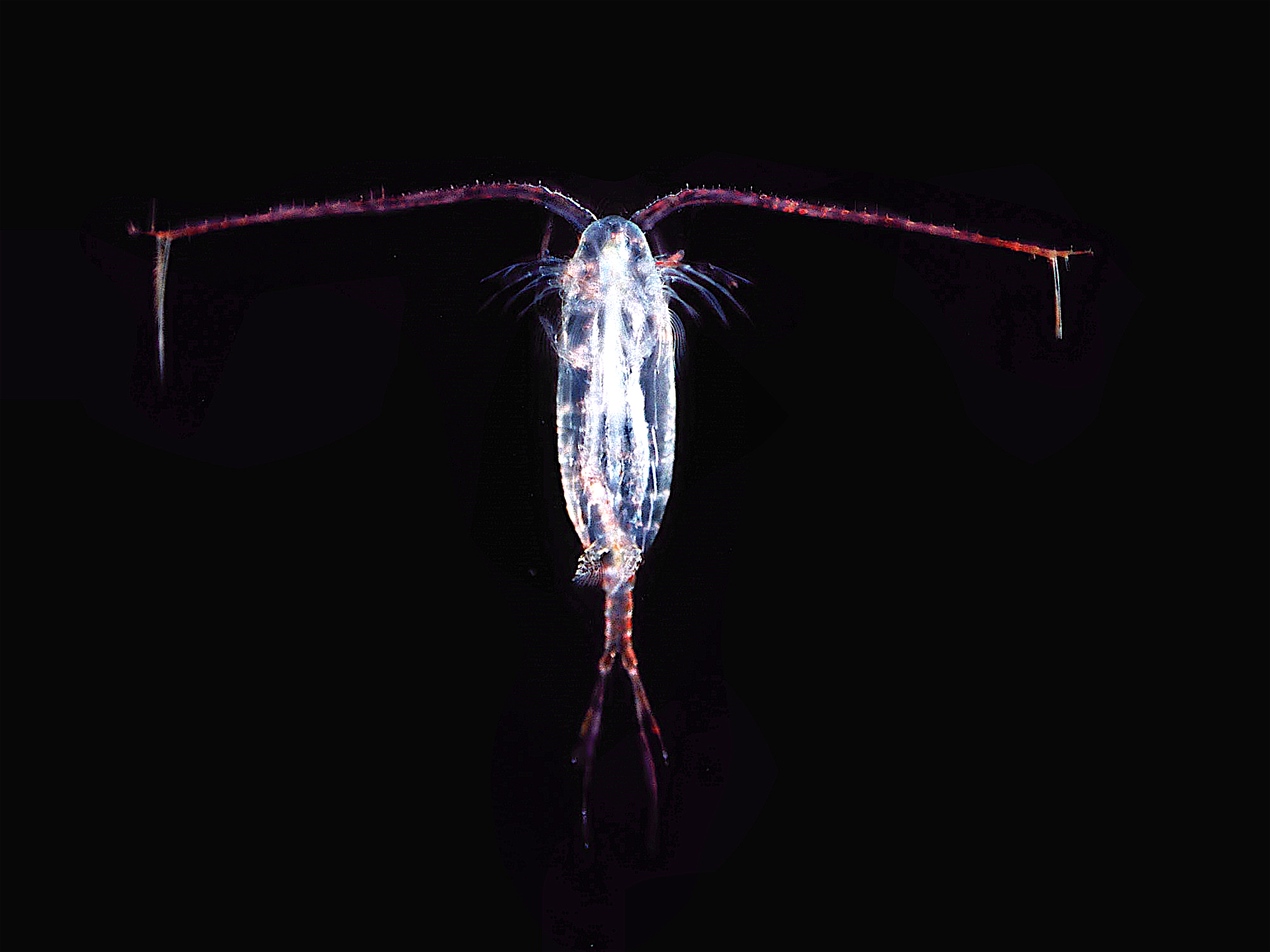
Ez az apró evezőlábú rák táplálja a békés óriásokat

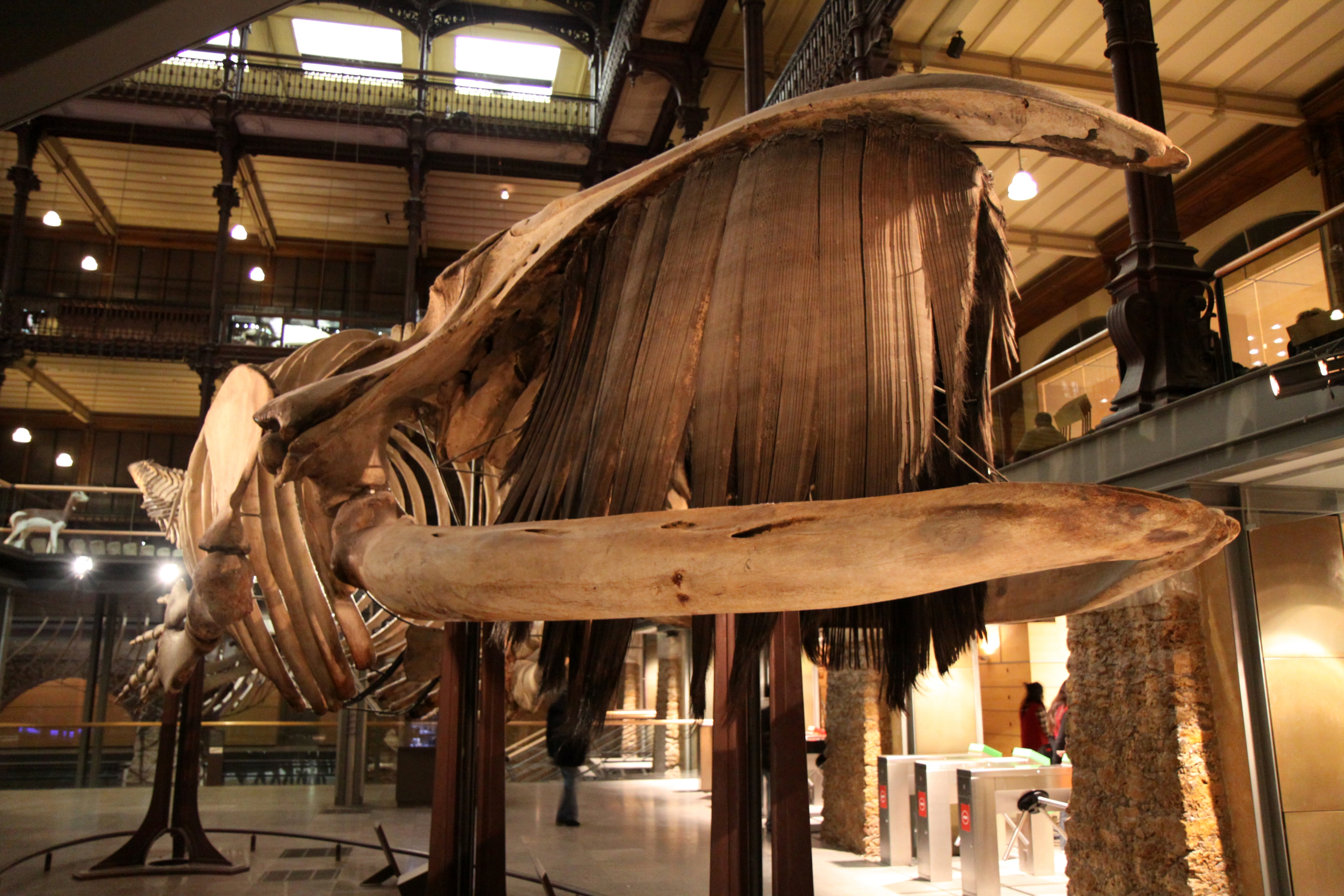
Az E. ausztralis szilái

E simabálnafajok legfőbb táplálékai az állati eredetű planktonszervezetek, főleg az evezőlábú rákok (Copepoda), azonban ezek mellett krillt (Euphausiacea), tengeri pillangókat és egyéb apró élőlényeket is fogyasztanak. Ha az élőhelyükön ezen apró állatok egyik állománya túlszaporodik, az Eubalaena-fajok gyorsan észreveszik ezt, és kiaknázzák a gazdag táplálékkínálatot. Mint a többi sziláscet, ezek a bálnák is a vízből szűrik ki táplálékukat sziláik segítségével. Tátott szájjal úszva nagy mennyiségű vizet és táplálékot engednek be, aztán becsukva szájukat, kiszorítják a vizet, a plankton fennakad a sziláikon. Ahhoz, hogy a simabálnák elkezdjenek táplálkozni, a zsákmánynak nagy számban kell előfordulnia, továbbá elég nagynak kell lennie, hogy fennakadjon a szilákon és lassúnak kell lennie, nehogy elmeneküljön a lassú mozgású Eubalaena-fajok elől. A táplálkozás egyaránt megtörténhet a vízfelszínén, a víz alatt, vagy éppen a tengerfenéken. A kutatók észrevették, hogy a bálnák néha iszaposan jönnek fel a felszínre.

### Viselkedésük
Énekük nem annyira bonyolult, mint más bálnafajok esetében. A morgásaik, kattogásaik és visításaik többnyire 500 Hz frekvencia alattiak, ami időnként felmegy 1500-2000 Hz-ig. Hogy mire való az énekük, még nem ismert pontosan, de valószínűleg a csoporton belüli kapcsolattartást szolgálják. Egy kísérlet során az északi simabálnák a jóval magasabb frekvenciájú rendőrkocsi-szirénára is reagáltak, és a magas hang hallatára gyorsan feljöttek a víz felszínére. Ez a kísérlet azért volt érdekes, mivel az északi simabálnák nem reagálnak más hangokra, még a közeledő hajók hangjaira sem. A kutatók szerint ilyen szirénákat szerelve a hajókra, elkerülhetők a jövőbeli hajó-bálna ütközések.
Energikusan viselkednek a felszínen: részben vagy akár teljes testükkel kiugranak a vízből, farokúszójukkal, vagy mellúszóikkal csapdossák a víz felszínét. A viselkedés pontos magyarázata ismeretlen. Mindegyik igen erős hanggal jár, ezért feltételezik, hogy az erőfitogtatásra, vagy egyéb kommunikációs célra szolgál.
Argentína és Dél-Afrika közelében megfigyelték, hogy kiemelik farokúszójukat a vízből, ami a szél hatására a bálna haladását segíti. Más területeken ezt nem sikerült megfigyelni.

### Ellenségeik

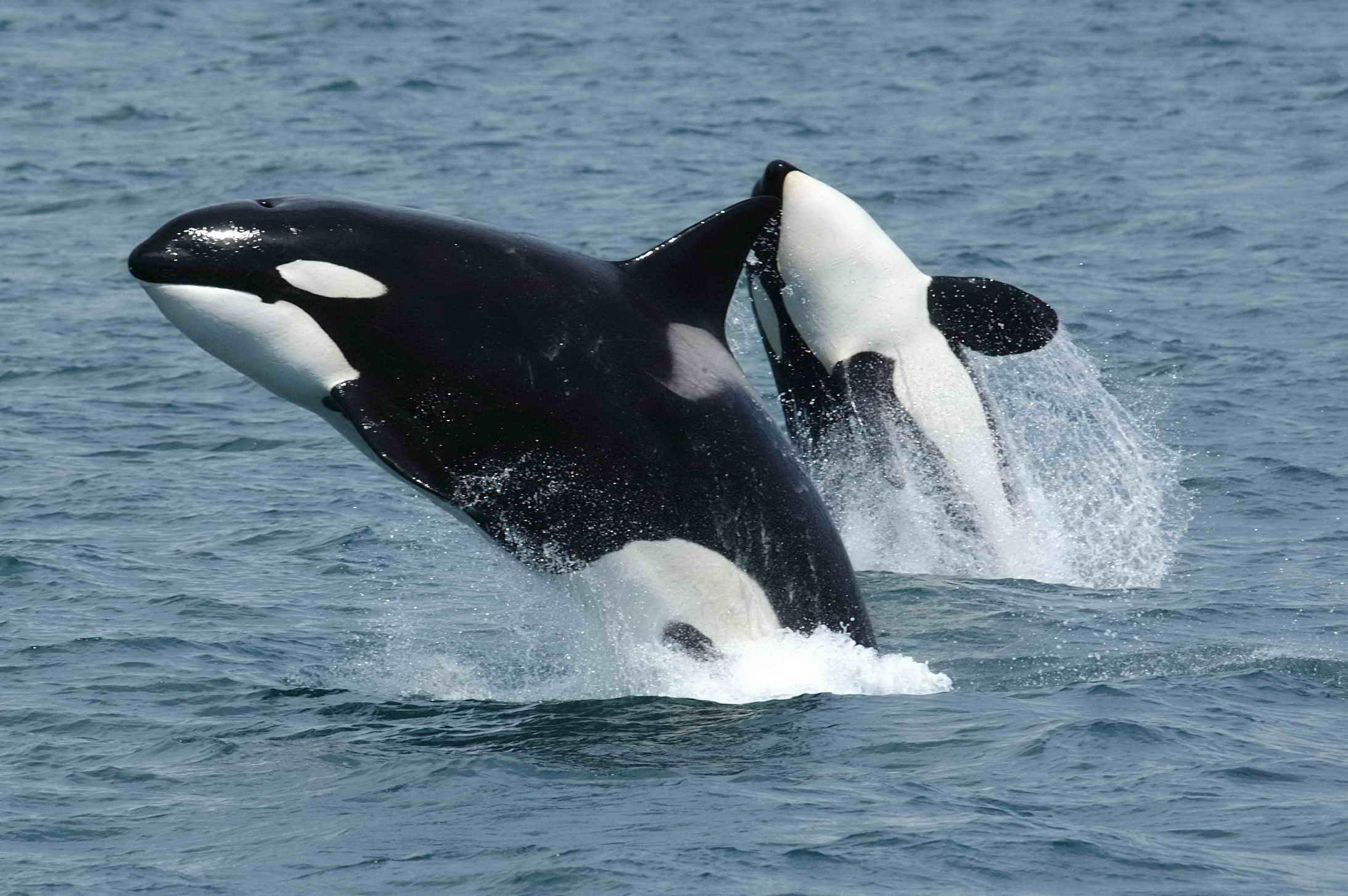
Kardszárnyú delfinek

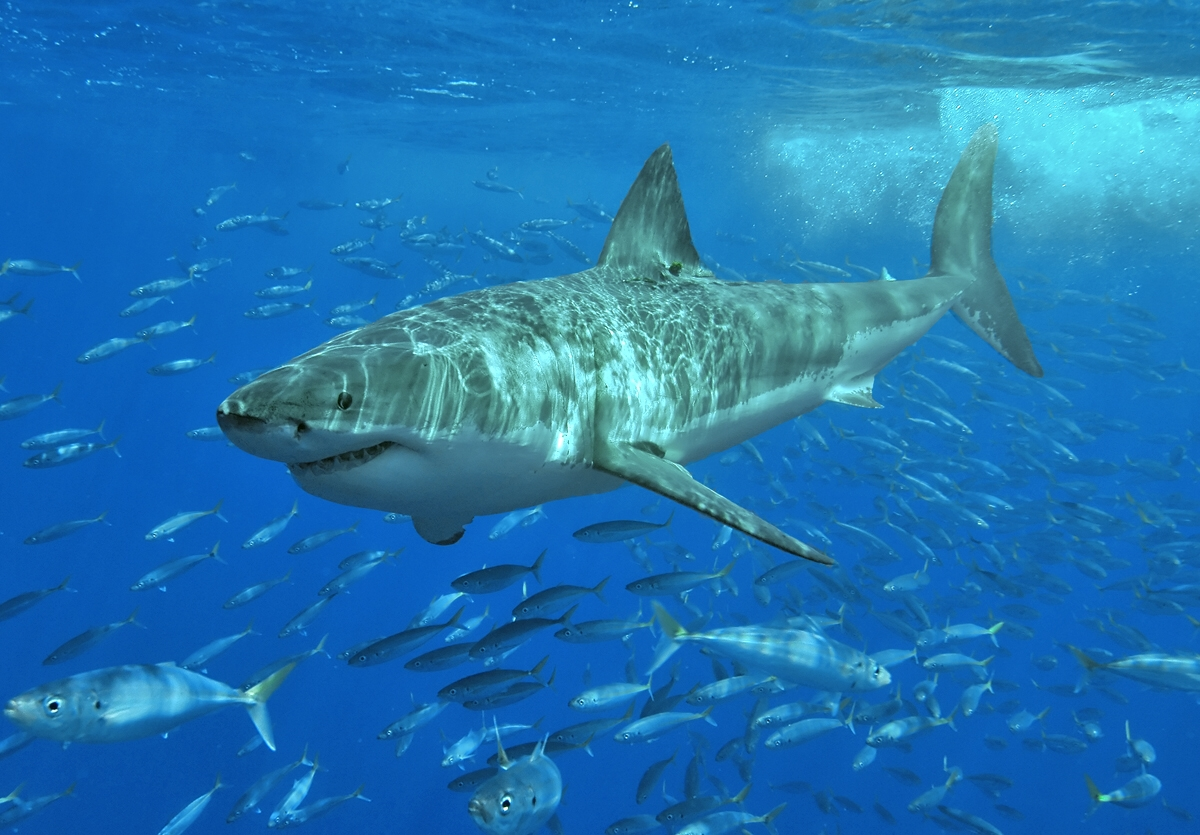
A fehér cápa

Az Eubalaena-fajok legfőbb ellensége az ember, a kardszárnyú delfin (Orcinus orca) és a nagyobb testű cápák, mint például a fehér cápa (Carcharodon carcharias). Ha veszélyt észlelnek és többen vannak egy helyen, akkor a bálnák kört alkotnak úgy, hogy farokúszóik kívül legyenek. Néha a sekélyebb vizekbe úsznak, amely azonban nem a legjobb megoldás, mivel ők is hatalmasak, tehát nem tudnak mozogni, esetleg partra vetődnek. A természetes ellenségek ellen a legtöbbször elég a bálnák hatalmas mérete, azonban a borjak igen kiszolgáltatottak a kardszárnyú delfinek és a cápák támadásának.

### Élettartamuk
E bálnafajok élettartamáról igen keveset tudunk. Az eddigi legjobban ismert példány egy északi simabálna nőstény, amelyet 1935-ben lefényképeztek borja kíséretében. Ugyanezt a nőstényt lefényképezték 1959-ben, 1980-ban, 1985-ben és 1992-ben is. A fején levő bőrdudorok elhelyezkedése, azaz mintázata bebizonyította, hogy ugyanarról a nőstényről van szó mind az öt fényképen. Utoljára 1995-ben fényképezték le, de ekkor egy nagy sérülés volt a fején, amelyet valószínűleg egy hajóval való ütközés során kapott. Feltételezések szerint ez a nőstény 1935-ben az első borját gondozta, úgyhogy 1995-ben körülbelül 70 éves, talán ettől is idősebb lehetett. A grönlandi bálnákon végzett kutatások azt mutatják, hogy ez a kor nem ritka, sőt meglehet, hogy az Eubalaena-fajok ennél jóval több évet is élhetnek.

## Szaporodásuk

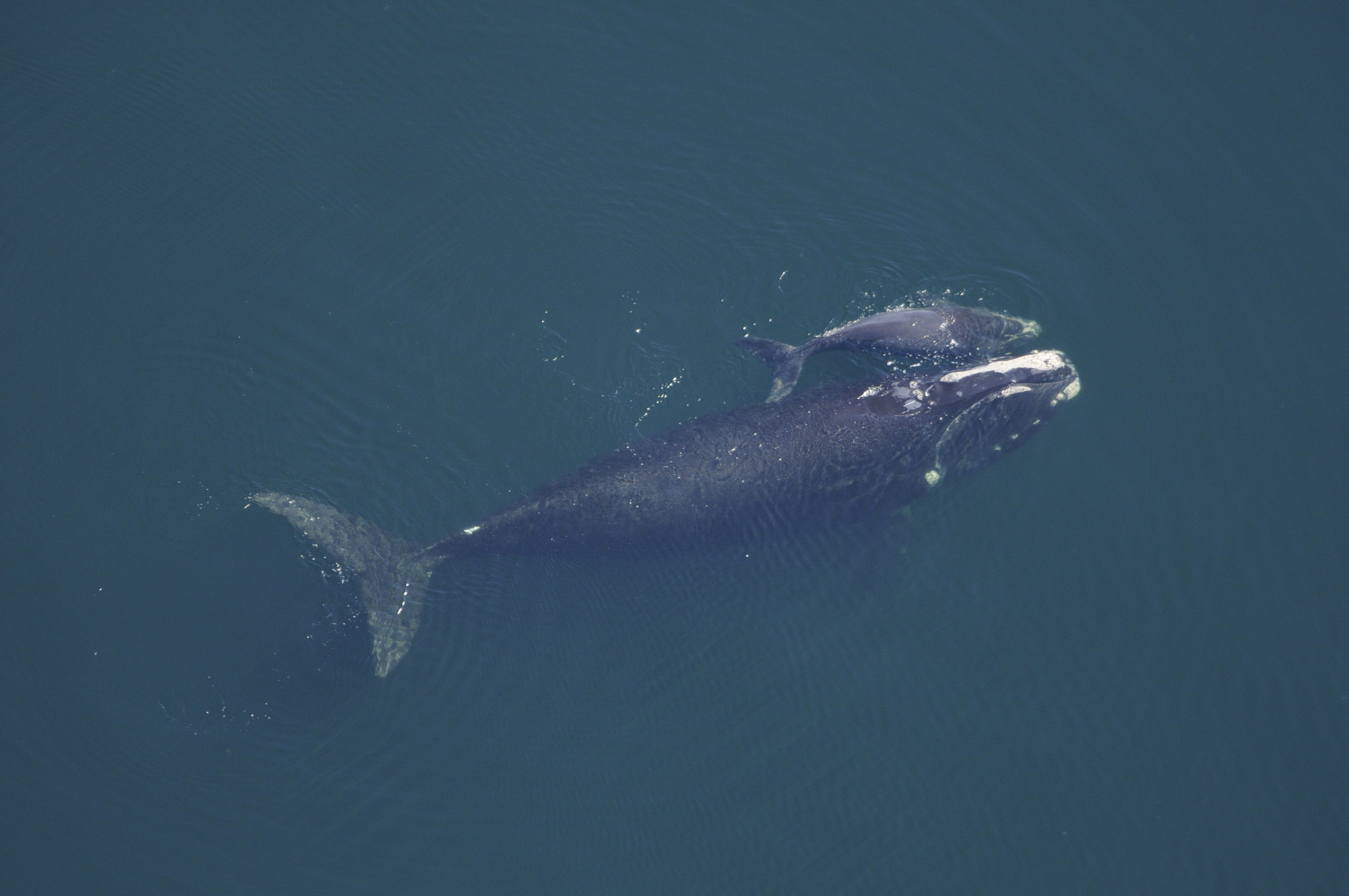
Anya borjával

A szaporodási időszak alatt az Észak-Atlanti-óceánban a víz felszínén akár húsz hím állat is követhet egyetlen nőstényt. Miközben a hímek versengenek egymással, addig a nőstény a hátán úszik, hasát kiemelve a vízből. A párosodás előtt a hímek mellúszóikkal és nehéz testükkel próbálják a mélyre lenyomni. A simabálnák hímjei nem annyira agresszívek egymással szemben, mint a hosszúszárnyú bálnák hímjei. Habár a szaporodási időszak alatt a nőstény meglehet, hogy nem termékenyül meg, alkalma van felmérni a helybéli hímek állapotát. Az északi simabálna körülbelül 7,5–9 évesen éri el az ivarérettséget, ettől kezdve részt vehet a szaporodási időszakban folytatott versengéseken. A nőstény 3–4 évenként párosodik. A párosodás és az ellés is a téli hónapokban zajlik le. A vemhesség majdnem egy évig tart. Az újszülött borjú körülbelül 4,5–6 méter hosszú és 900 kilogramm súlyú. Életének első évében igen gyorsan nő, körülbelül megkétszerezi méretét. Az elválasztás 8–12 hónap között van, az ez utáni növekedési ráta még nem ismert eléggé, a feltételezések szerint attól függhet, hogy a borjú a következő évben is az anyjával marad-e.

## Az Eubalaena-fajok és az ember

### Vadászatuk

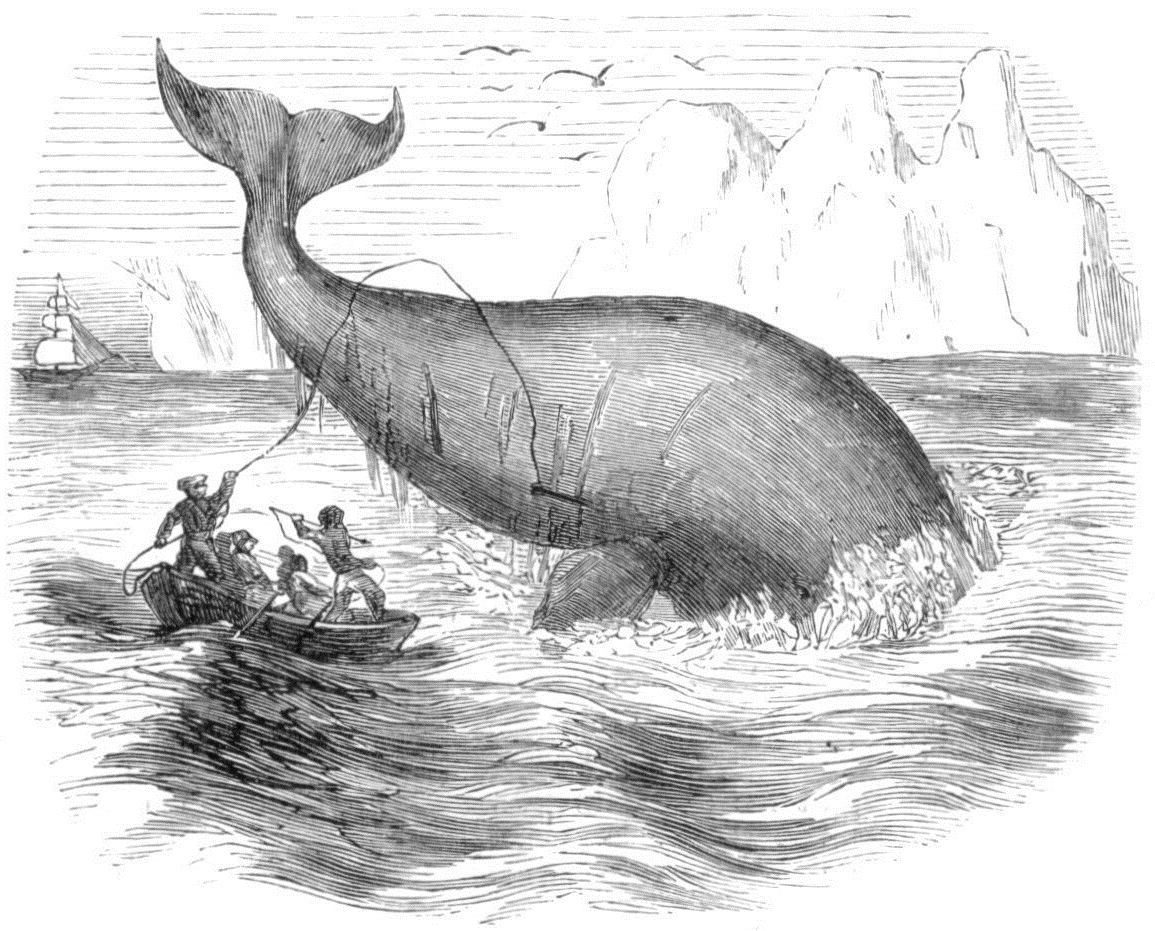
Régi rajzok …

Az Eubalaena-fajok a lassú úszásuk és partközeli életterük miatt a legalkalmasabb vadászható bálnáknak bizonyultak. Legalábbis 1712-ig, mivel addig csak a partközeli bálnákat merte az ember levadászni. A három fő ok arra, hogy miért ezek a bálnák a legalkalmasabbak a bálnavadászatra:
- Gyakran a partok közelében úsznak, és könnyen észrevehetők a bálnavadász falvak megfigyelői által.
- Lassú mozgásuk miatt az emberek gyorsan elérték őket a parton várakozó csónakjaik segítségével.
- Miután a szigonyokkal megölték a bálnákat, az állatok zsírban gazdag teste a felszínen maradt, így könnyebb volt a vadászoknak partra vonszolni őket. Ez utóbbi tulajdonság ellenére a Csendes-óceánban leölt bálnák 10–30 százaléka mégis elsüllyedt; csak kevés jött fel közülük újból a felszínre.[51]

A baszkok voltak az elsők, akik kereskedelmi célokra kezdték vadászni az északi simabálnát. Tevékenységüket a 11. században kezdték el az otthonukhoz közeli Vizcayai-öbölben. Először csak a bálnaolaj miatt ölték le az óriásokat, aztán pedig, miután a húsok tartósításának a módszere továbbfejlődött, a bálnák húsát is elkezdték fogyasztani. 1530-ban a baszkok már Kanada keleti partjainál is vadásztak, 1602-ben pedig már eljutottak a brazíliai Salvador da Bahia öblébe is. Az utolsó baszk vadászexpedíciók az úgynevezett hétéves háború (1756–1763) előtt zajlottak le. A háború utáni összes vadászexpedíció kudarcba fulladt, de a 19. században a baszkok az otthonuk közelében szórványosan tovább vadászták e békés óriásokat.

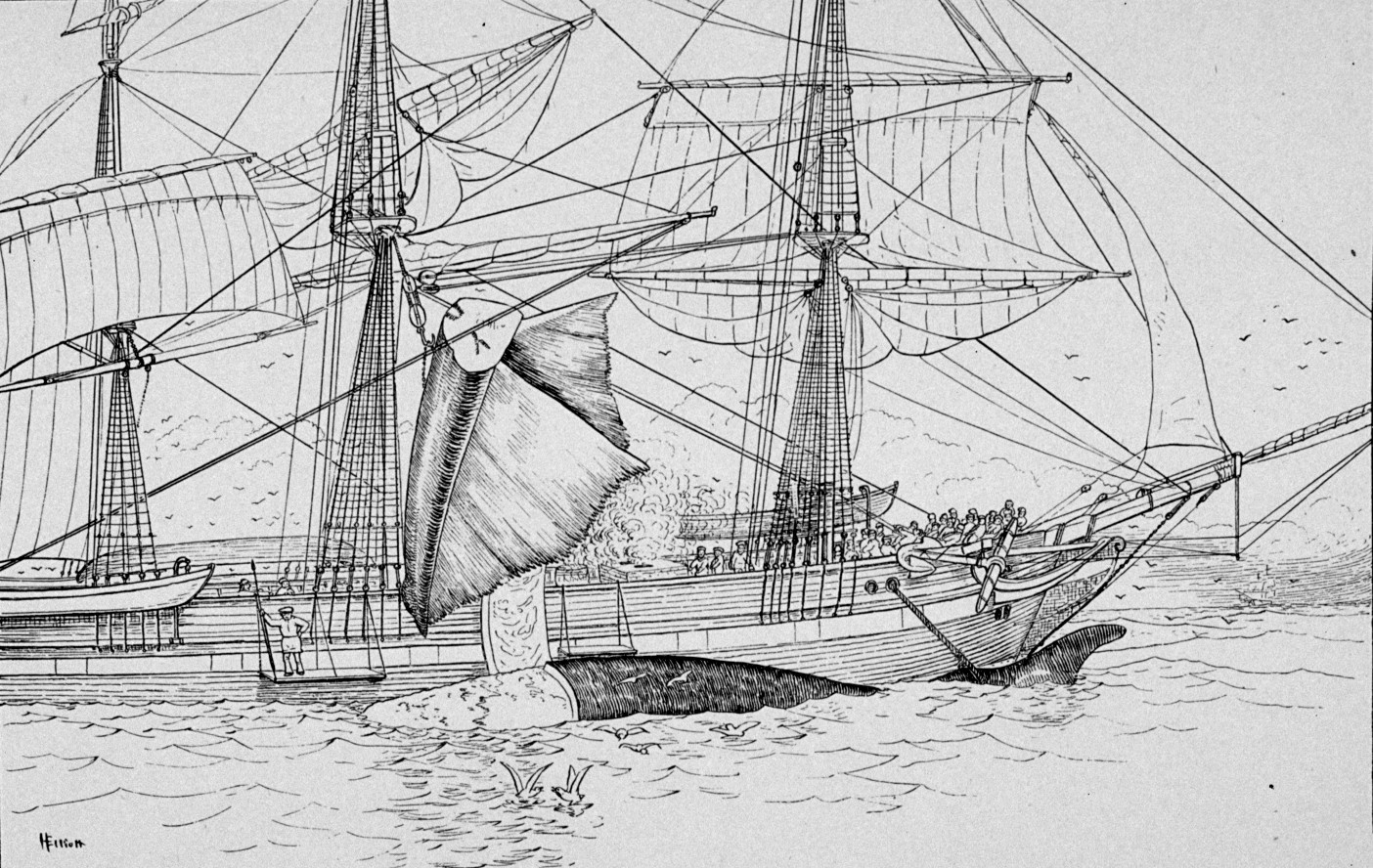
… a bálnavadászatokról

Az új észak-amerikai kolóniákban a baszkokat az úgynevezett „jenki bálnavadászok” váltották fel. Központjaik a massachusettsi Nantucketben és a New York-i Long Islanden voltak. A jenkik egy sikeres évben akár több mint száz északi simabálnát is levadásztak. 1750-ben már annyira kevés északi simabálna volt, hogy vadászásuk már képtelen volt fenntartani az iparágat. Emiatt a jenkik a 18. század vége előtt leköltöztek a Dél-Atlanti-óceánra. A legdélebbi brazíliai bálnavadász központot 1796-ban alapították az Imbituba nevű kikötővárosban. Az elkövetkezendő száz évben a jenkik ellepték a Déli- és a Csendes-óceánokat is, őket több európai nemzet vadászflottája követte. A 20. század eleje jelentős technológiai fejlődésnek volt a tanúja. Ez a fejlődés a bálnavadászatot is érintette, ami jóval megnövelte a leölt bálnák számát. 1937-ig a bálnavadászok adatai szerint a Dél-Atlanti-óceánban 38 000, a Dél-Csendes-óceánban 39 000, az Indiai-óceánban 1300 és az Észak-Csendes-óceánban 15 000 Eubalaena-példány pusztult el. Meglehet azonban, hogy az adatok hiányossága miatt a leölt bálnák valós száma ennél jóval nagyobb volt.
Mivel már mindenkinek feltűnt az Eubalaena-fajok igen megcsappant egyedszáma, e bálnák vadászatát 1937-ben nemzetközileg betiltották. Ez a vadásztilalom jól jött e fajok számára, bár egyesek a törvényt megszegve, még több tíz évig vadásztak rájuk. Madeira lakosai 1968-ban vadásztak utoljára e bálnákra, két példányt ejtettek el. Az 1940-es években a japánok 23 csendes-óceáni északi simabálnát öltek meg, de minden engedélyük megvolt hozzá. Az 1960-as években – tudományos vizsgálatok mögé rejtőzve – a japánok további bálnákat vadásztak. A bálnák törvénytelen vadászata a brazíliai Imbitubában egészen 1973-ig folytatódott. Az 1950–60-as években a Szovjetunió legalább 3212 déli simabálnát ölt meg engedély nélkül, azonban csak négyet jelentett be.

### Egyéb veszélyforrások

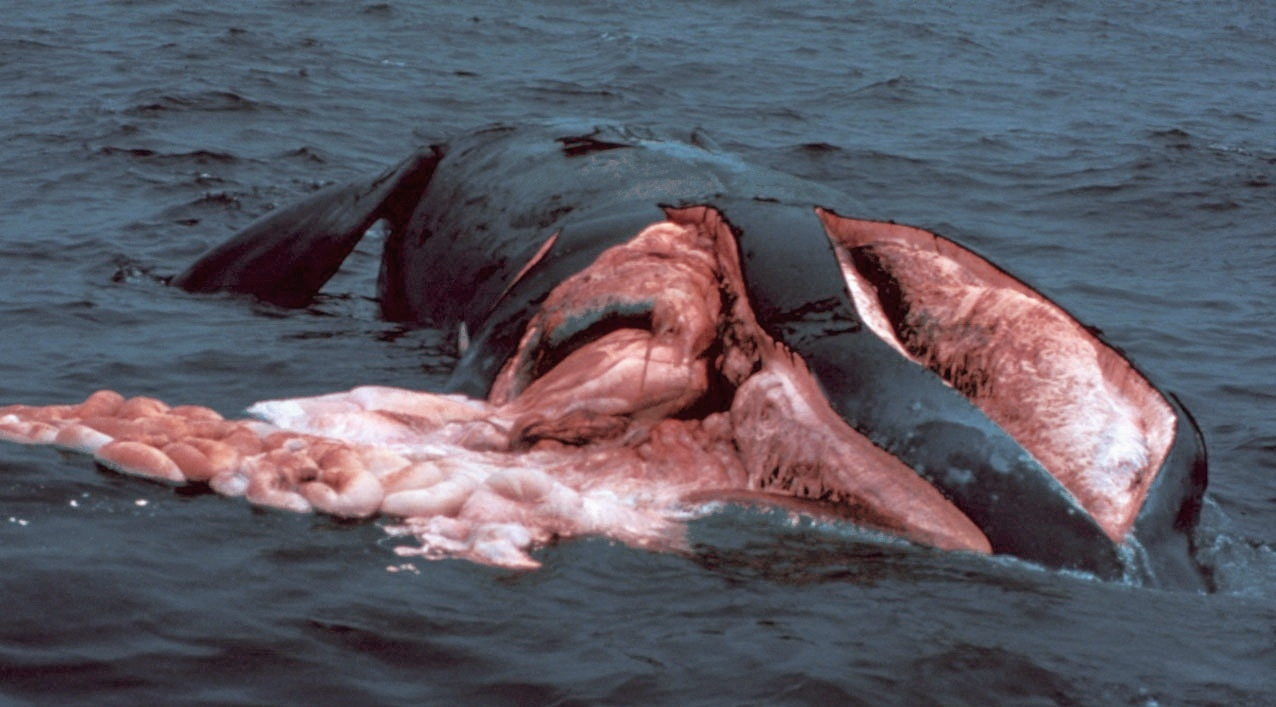
Hajóval ütközött E. glacialis

Az északi simabálnák legfőbb elhalálozási oka a hajókkal való ütközés. Ez azért is van így, mivel ezek az állatok főleg az USA és Kanada keleti partjainak közelében élnek, illetve vándorolnak, és útvonalaik egybeesnek a világ legforgalmasabb tengeri teherszállító útvonalaival. 1970–1999 között legalább 16 bálna-hajó ütközést jelentettek, és valószínűleg többet nem jelentettek. A Nemzeti Óceán- és Légkörkutatási Hivatal (NOAA) szerint 1970-től napjainkig, az ismert 71 elpusztult északi simabálna közül 25 hajóval való ütközésben vesztette életét. Felismerve a veszélyt, mely szerint a hajókkal való ütközések kiirthatják e fajt, 1997 júliusában a NOAA bevezette az „Atlanti-óceáni nagy bálnák véletlen pusztulását csökkentő programot” (Atlantic Large Whale Take Reduction Plan). Ennek a védőintézkedésnek az egyik része az, hogy mindegyik, az USA kikötőjét használó hajónak kötelező beszámolnia arról, ha bálnákat láttak.
Az északi simabálnák elhalálozásának másik fő oka a halászhálókba gabalyodás. Táplálkozás közben a simabálnák nagyra tátott szájjal úsznak, és nem veszik észre, ha útjukba egy ilyen óriási háló kerül. A háló rátekeredhet az állatok állkapcsára, mellúszóikra vagy akár a farokúszóikra is. Egyeseknek sikerül megszabadulniuk, másoknak nem. Ha az ilyen esetet észreveszik, általában sikeresen kiszabadítják az állatokat, azonban a többségük hónapokon belül elpusztul. Ezek a hálóba való gabalyodások igen aggasztóak e bálnák fennmaradásának szempontjából.
Az Amerikai Egyesült Államok Haditengerészete egy tenger alatti kiképzőbázis létrehozását fontolgatja Georgia és Florida sekély vizei mentén, közvetlenül az északi simabálna nőstények ellőterülete mellett. Vezető környezetvédő csoportok, többek közt a New York-i bejegyzésű környezetvédelmi jogvédő szervezet, a Környezeti Erőforrásokat Védő Tanács (Natural Resources Defense Council) jogi úton próbált szembeszállni a Haditengerészettel, azonban pert vesztett a szövetségi bíróság előtt, így a haditengerészet folytathatja újabb bázisának a kialakítását. A bírósági döntés során nem vették figyelembe a simabálnák rendkívül alacsony számát (egyes források szerint már csak 313 egyed él a keleti parton) és az adott évi gyenge szaporulatot.

### Természetvédelmi intézkedések

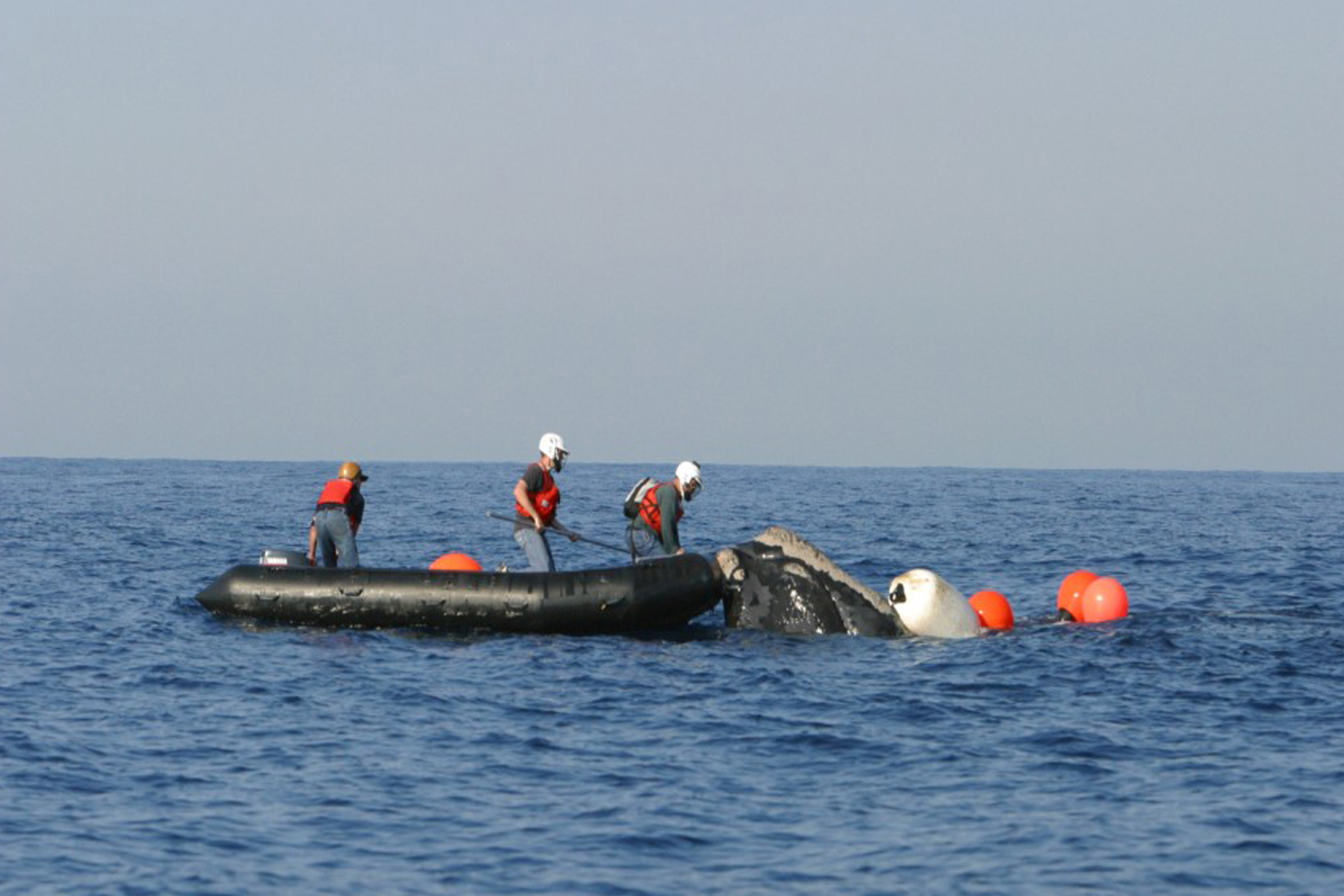
A NOAA dolgozói egy hálóba gabalyodott E. glacialis-t szabadítanak ki

Mind az északi simabálnát, mind a csendes-óceáni északi simabálnát kihalással veszélyeztetett fajnak tekinti a Washingtoni egyezmény (CITES), és mindkét fajt felvette az 1. listájára, amely a különösen veszélyeztetett fajokat tartalmazza. A Természetvédelmi Világszövetség (IUCN) is veszélyeztetett fajokként kezeli őket. A Nemzeti Éghajlati Adatközpont egyik ügynöksége, a Nemzeti Tengerhalászati Szolgálat (US National Marine Fisheries Service) az Endangered Species Act (a veszélyeztetett fajokról szóló) törvény alapján mindhárom fajt a veszélyeztetett kategóriába sorolta. A Marine Mammal Protection Act of 1972 (a tengeri emlősök védelméről szóló 1972-es törvény) szerint mindkét faj a „megfogyatkozott” minősítést kapta.
A déli simabálnát az ausztráliai Environment Protection and Biodiversity Conservation Act 1999 (az 1999-ben létrehozott, a környezetet és biológiai sokféleséget védelmező törvény) veszélyeztetettnek, az új-zélandi Threat Classification System (vészhelyzetet osztályozó rendszer) nemzetileg veszélyeztetettnek, az argentin nemzeti kormány „természeti remekműnek”, míg a brazil Veszélyeztetett fajok nemzeti listája „nemzeti természeti remekműnek” tartja.
A 2000-es években az Amerikai Egyesült Államok és Brazília újabb védő intézkedéseket fogadtak el a két legfőbb veszélyforrásra nézve. 2001-ben az állatvédők az USA kormányát további intézkedésekre akarták kényszeríteni. Az állatvédők azt szeretnék elérni, hogy amikor a bálnák előfordulása sűrű, a hajóknak az amerikai kikötőktől már 40 kilométeres távolságban sebességüket 22 km/órára kelljen csökkenteni. 2005 szeptemberében az Élővilág Őrei (Defenders of Wildlife), a Humane Society of the United States (az Amerikai Egyesült Államok humanitárius szervezete) és az Ocean Conservancy (az óceán megőrzéséért harcoló szervezet) szervezetek beperelték a Nemzeti Tengerhalászati Szolgálatot azért, mert nem védelmezi eléggé a veszélyeztetett és igen ritka északi simabálnát. A szervezetek az Endangered Species Act és a Marine Mammal Protection Act of 1972 című törvények alapján további védelmi intézkedéseket követeltek. 2013. augusztus 8-án Bostonban a Defenders of Wildlife és társszervezetei sikeresen megnyerték az általuk elindított pereskedést. Ilyenformán a Nemzeti Tengerhalászati Szolgálat kénytelen lesz átgondolni és újféle szabályokat létrehozni a homárhalászattal kapcsolatosan. A homárhalászok a bálnák útvonalai mentén, hosszú kötelekkel kötik össze a homároknak szánt ketreceket és a hozzájuk kapcsolódó bójákat, ezenkívül a bójákat is összekötik egymással, igen hosszú „csapdát” állítva a bálnáknak. Az állatok belegabalyodhatnak a kötelekbe, még jobban lelassítva őket, tehát még nehezebben térhetnek ki a hajók elől. A kötelek a szájukra tekeredhetnek, tehát éhen halhatnak, vagy éppen a bóják kerülhetnek az állatok szájába, torkába, megint táplálék nélkül hagyva őket. Ez az új bálnavédelmi siker nemcsak az északi simabálnáknak jön jól, hanem a szintén ezeket az útvonalakat használó hosszúszárnyú bálnáknak, közönséges barázdásbálnáknak (Balaenoptera physalus) és tőkebálnáknak (Balaenoptera borealis) is.
A NOAA kutatói szerint a megfigyelt északi simabálnák 83 százaléka a parttól legfeljebb 37 kilométeres távolságban tartózkodik.
A déli simabálna a Washingtoni egyezmény szerint veszélyeztetett, míg a Természetvédelmi Világszövetség szerint nem fenyegetett. Akárhogy is legyen, a faj összes szaporodó helye védelem alatt áll. E faj a következő országok partjai mentén elli borjait: Argentína, Ausztrália, Brazília, Chile, Új-Zéland, a Dél-afrikai Köztársaság és Uruguay. A brazilok mintegy 1600 négyzetkilométeres területet nyilvánítottak védettnek, ezenkívül 2000-ben Santa Catarina állam partvonalából is 130 kilométer védetté vált. Ezek a védett területek biztosítják a bálnák ellőhelyeit és a turisták látnivalóit.

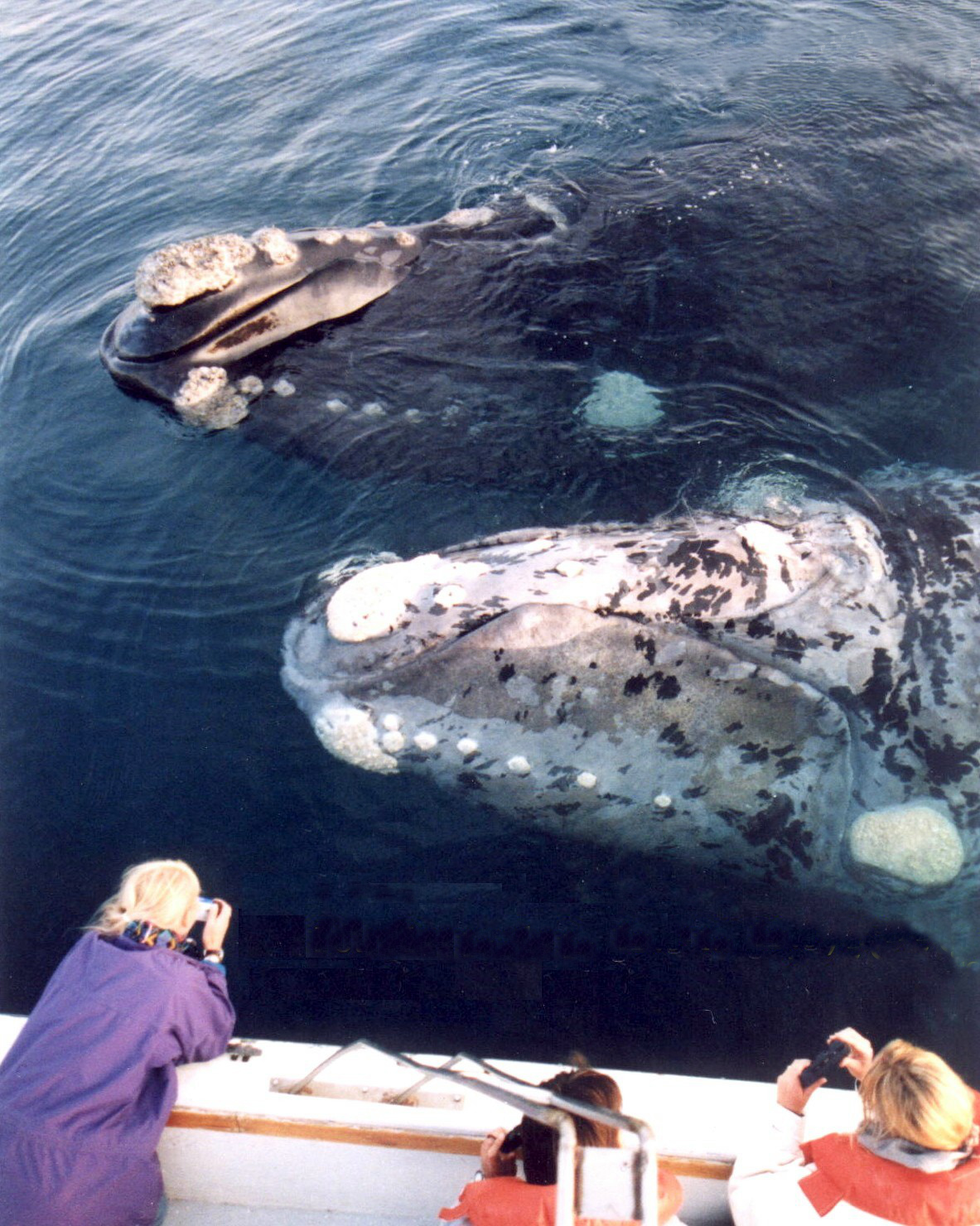
Bálnák és turisták, kölcsönös bámészkodás

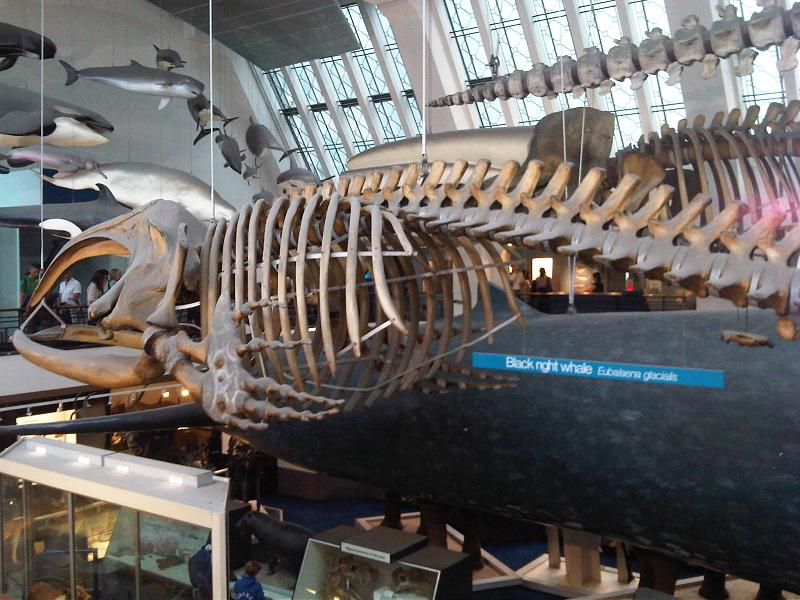
Ha nem védjük eléggé ezeket a békés óriásokat, utódaink csak így fogják megismerni

2006. február 6-án a NOAA bejelentette a bálnákkal való ütközések csökkentési programját. Ennek jegyében a hajóknak le kellett lassítaniuk az ellési időszakok idején. A program a hajótulajdonosok ellenzése dacára 2008. december 8-án hivatalossá vált. A határozat az alábbi pontokat foglalja magába:
- 2009 januárjától kezdve Új-Anglia vizeiben, amikor az északi simabálnák elkezdik vándorútjaikat, a 20 méteres vagy ennél hosszabb hajóknak kötelező lelassítani 19 km/órára. Ez a szabály a fő közép-atlanti kikötők 37 kilométeres körzetében érvényes.
- Ezek a sebességmérséklő szabályok Új-Anglia és az USA délkeleti partjai mentén alábbi helyeken és idők között érvényesek:
  - november 15. – április 15., az USA délkeleti részén; a floridai St. Augustine és a georgiai Brunswick között,
  - november 1. – április 30., az USA középső részén; Rhode Island és Georgia között,
  - január 1. – május 15., a Cape Cod-öbölben,
  - március 1. – április 30., a Cape Cod-öböl északi részén, Race Point térségénél,
  - április 1. – július 31., az új-angliai Maine-öbölben.
- Önkéntes sebességcsökkentés az év minden részében, ha a hajó közelében három vagy több bálna tartózkodik.
- Még ezen szabályok érvényességének 2013-as megszűnése előtt a tudósok felmérik a szabályok hatását.

A Stellwagen Bank National Marine Sanctuary (Új-Anglia vizeiben egy védett terület) egy automatikus bóját szerelt fel a Boston felé vezető hajóúton, ami a bálnák észlelésekor értesíti a Simabálnákat Hallgató Hálózat (Right Whale Listening Network) internetes oldalát, amelyről a környék összes tengerésze megtudhatja, hogy pontosan hol is vannak a bálnák.

### Bálnafigyelés
A déli simabálnák aktivitásának köszönhetően a dél-afrikai köztársasági Hermanus város a világ simabálna-figyelésének központjává vált. A téli hónapok alatt, amelyek a Föld e részén július és október között vannak, a déli simabálnák olyan közel jönnek a parthoz, hogy turistáknak ki sem kell menniük a jól elhelyezett szállodákból ahhoz, hogy jól szemügyre vegyék őket. A város egy „bálna kiáltót” fizet, aki a várost járva, figyelmezteti annak lakosait és turistáit, ha bálnák közelednek. A déli simabálnák egyéb ellő-telelőhelyeken is megfigyelhetők.
Brazíliában, a Santa Catarina államban levő Imbituba város, ahol korábban bálnafeldogozó üzem volt, elnyerte a Nemzeti Simabálna Főváros címet, és itt minden szeptemberben megtartják a Simabálna Hetet. Körülbelül ekkortájt láthatók a helység közelébe érkező nőstények és borjaik többsége. A régi bálnafeldogozó üzem épületéből bálnamúzeum lett. Télen az argentínai Valdés-félsziget környékén van a legnagyobb déli simabálna-sűrűség. Az Ocean Alliance (Összefogás az Óceánért) és a Whale Conservation Institute (Intézet a Bálnák Védelméért) nevű szervezetek szerint ezen a helyen több mint 2000 állat gyűlhet össze.

## Fordítás
- Ez a szócikk részben vagy egészben  a   Right whale című angol Wikipédia-szócikk ezen változatának fordításán alapul.  Az eredeti cikk szerkesztőit annak laptörténete sorolja fel. Ez a jelzés csupán a megfogalmazás eredetét és a szerzői jogokat jelzi, nem szolgál a cikkben szereplő információk forrásmegjelöléseként.

### Videók és hangfelvételek az Eubalaena-fajokról
- North Atlantic Right Whale up-call
- Southern Right whale swim and whale sounds 27th aug 11
- Close Encounters of the Giant Kind
- North Pacific Right Whale
- Massive whale wants human company! | Crazy Cameramen Episode 4
- Northern Right Whale rescued near Virginia coast